# Чужестранка (опера)
Чужестранка (итал. La straniera)  — итальянская опера Винченцо Беллини в жанре мелодрамы в двух актах. Автор либретто — Феличе Романи.
Опера была написана осенью 1828 года. Премьера состоялась 14 февраля 1829 года в театре Ла Скала в Милане.

## Сюжет
Действие происходит около 1300 года в Бретани в замке Монтолино и его окрестностях.
Агнесса Меранская, жена Филиппа II Августа, короля Франции, отвергнутая им по приказу папы, живет инкогнито в замке в Бретани. Жизнь в замке угнетает ее. Она бежит, чтобы  оплакивать свои несчастья, в хижину на берегу озера Монтолино. Ее брат Леопольдо следует за ней под вымышленным именем барона Вальдебурга. Местные жители опасаются ее, называют «чужестранкой» и считают ведьмой. Однако граф Артур ди Равенстель, обрученный с Изолеттой, дочерью лорда Монтолино, влюбляется в нее.

### Акт I
Праздник в деревне: британцы подарили Бретань королю Франции и скоро будет свадьба Артура и Изолетты. Однако Изолетта замечает, что Артур любит Чужестранку. Она рассказывает об этом Вальдебургу, про которого не знает, что Чужестранка - его сестра. Путешествие этой таинственной женщины на лодке через озеро подпитывает беспокойство Изолетты и дает дополнительную пищу суеверному страху жителей деревни.
Артур идет в хижину, где живет Чужестранка. Он хочет признаться в любви и наконец узнать, кто она. Чужестранка, которая называет себя Алаида, отвечая на признания Артура, убеждает его забыть ее и вернуться к своей Изолетте.
Сумерки. Недалеко от хижины Алаиды идет охота. Граф Монтолино надеется встретиться с женщиной, которая может разрушить счастье его дочери Изолетты. Тем временем Вальдебург встречает своего друга Артура. Вальдебург упрекает Артура в том, что тот пренебрег своей невестой из-за другой женщины. Артур же в ответ просит Вальдебурга пойти вместе с ним к Алаиде, чтобы убедиться в необоснованности дурной репутации, которая ее окружает.
Барон Вальдебург и Артур приходят к Алаиде. Брат и сестра узнают друг друга, но умалчивают о своем родстве. Артур начинает ревновать и подозревает, что Вальденбург уговаривал его отказаться от своих чувств к Алаиде потому, что сам влюблен в нее. Вальдебург, со своей стороны, настаивает на том, чтобы Артур забыл Алаиду, но не объясняет причину. Артур вызывает Вальдебурга на дуэль. В их разговор вступает Алаида и друзья примиряются. Но когда Осбург также сообщает Артуру, что видел, как Вальдебург и Алаида обнялись, и, что еще хуже, сам влюбленный, спрятавшись, видит брата и сестру нежно беседующими, случается трагедия. Артур требует поединка и ранит мечом Вальдебурга. Раненый Вальдебург падает в озеро. Алаида появляется на месте трагедии слишком поздно. Она открывает Артуру, что она сестра Вальдебурга. Артур бросается в озеро, тщетно пытаясь найти друга. Алаида опускается на колени на месте ранения брата. Привлеченные шумом жители соседних деревень обвиняют ее в убийстве и уводят в тюрьму. В это время начинается буря.

### Акт II
На суде Осбург выдвигает обвинения против Алаиды. Артур приходит на суд, чтобы защитить ее, и сообщает о том, что убийство совершил он, но ему не верят.
К всеобщему изумлению, в зал входит Вальдебург, который выжил после ранения и падения в озеро. Он подтверждает слова Артура и сообщает о том, как все было. Алаида оправдана. Однако толпа хочет знать, кто она такая, но она дает узнать себя только Приору.
В лесу Артур встречает Вальдебурга и умоляет его простить его. Вальдебург не раздумывая дает ему прощение, но настаивает, чтобы Артур отказался от Алаиды снова не объясняя причину.
Изолетта находится в своих комнатах. Она расстроена, но оживает, когда подружки невесты объявляют, что Артур возвращается к ней и поведет ее к алтарю. Но жених выглядит смущенным. Разочарованная Изолетта просит его отказаться от свадьбы. Вмешивается Алаида, которая ведет пару в храм и, когда начинается обряд, выходит, слушая прекрасное пение. Внезапно раздаются крики и выходит Артур, который оставил Изолетту у алтаря.
Входит Приор с шокирующими новостями: той ночью умерла Иземберга, жена короля. Алаида может более не скрываться, она снова становится Агнессой Меранской, королевой Франции.
Артур, узнав об этом, закалывает себя мечом. Алаида горько оплакивает его смерть.

## Роли

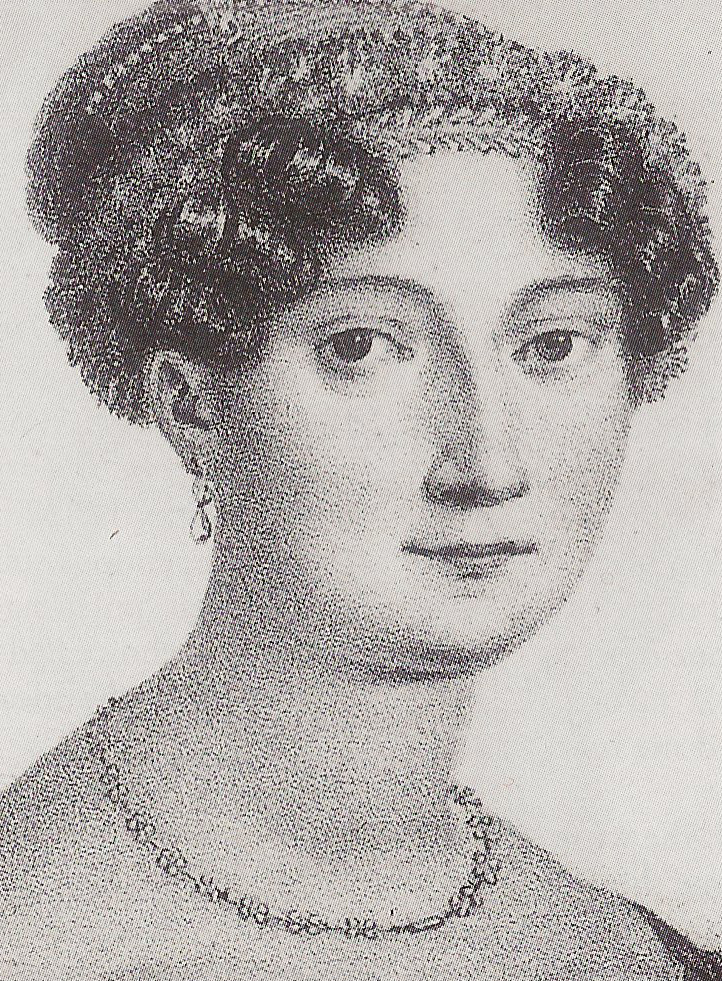
Анриет Мерик-Лаланд

| Роль                                                                         | Голос         | Исполнители         |
| ---------------------------------------------------------------------------- | ------------- | ------------------- |
| Алаида (чужестранка)                                                         | сопрано       | Анриет Мерик-Лаланд |
| Артур, граф Равенсталь                                                       | тенор         | Доменико Рейна      |
| Вальдебург, барон, родной брат Алаиды, держащий это в тайне                  | баритон       | Антонио Тамбурини   |
| Изолетта, невеста Артура                                                     | меццо-сопрано | Каролина Унгер      |
| Господин ди Монтолино, отец Изолетты                                         | бас           | Станислао Марчонни  |
| Осбург, доверенное лицо Артура                                               | тенор         | Луиджи Асти         |
| Приор Спедальери                                                             | бас           | Доменико Спьяджи    |
| Хор, дамы, рыцари, гондольеры, рыбаки, охотники, гвардейцы и слуги Монтолино |               |                     |